# Filodendron

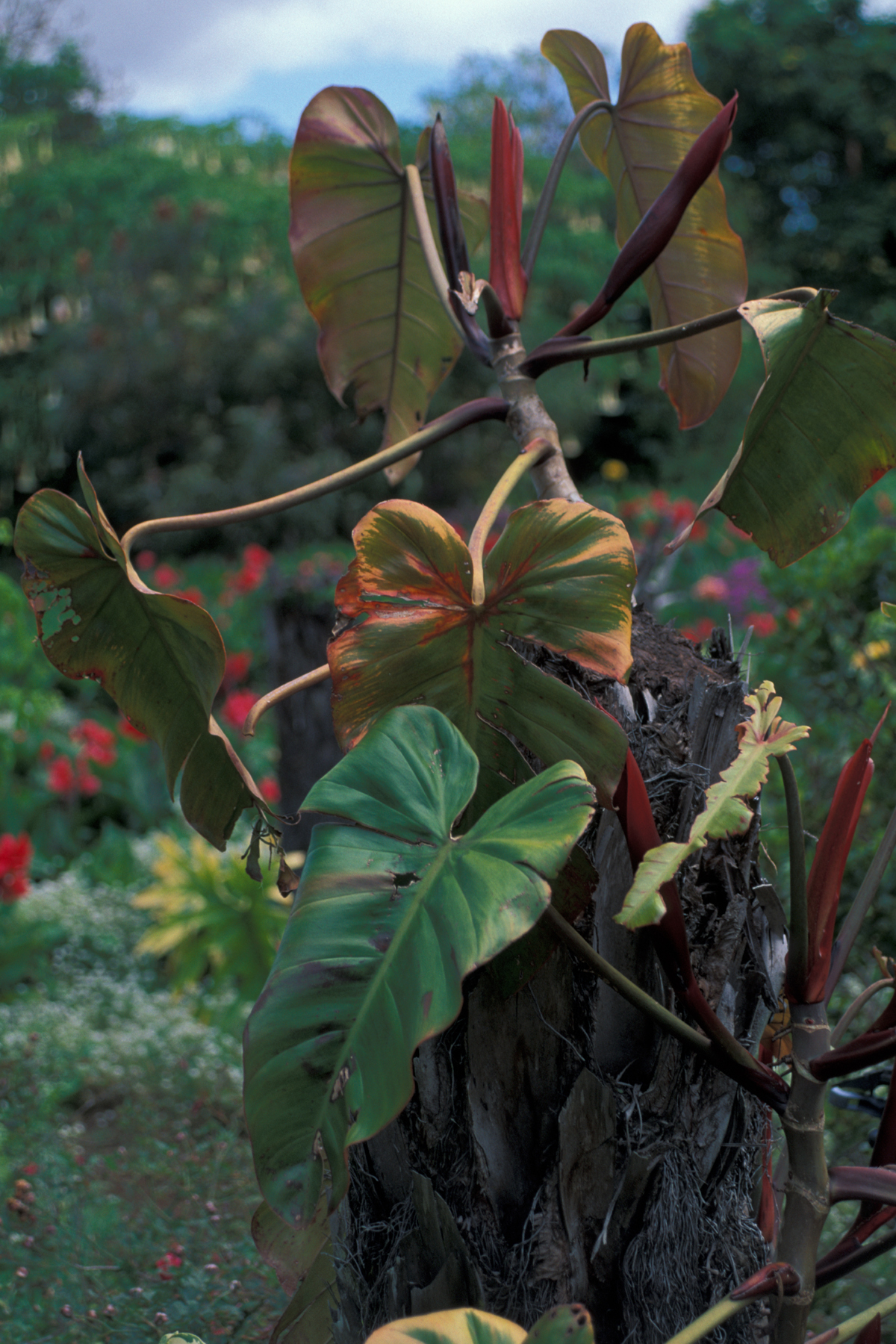
Pokrój Philodendron sp.

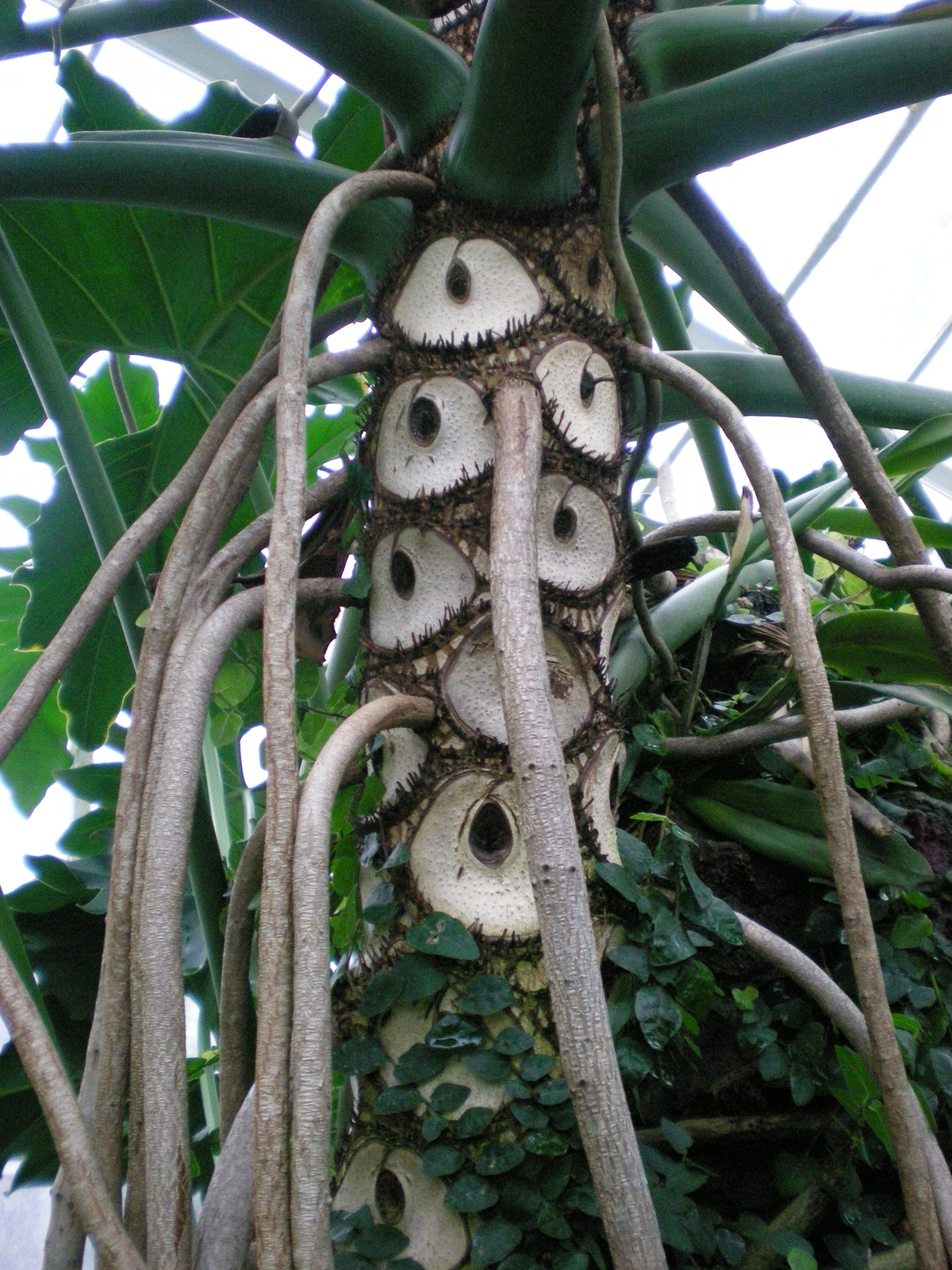
Łodyga i korzenie przybyszowe filodendrona podwójniepierzastego

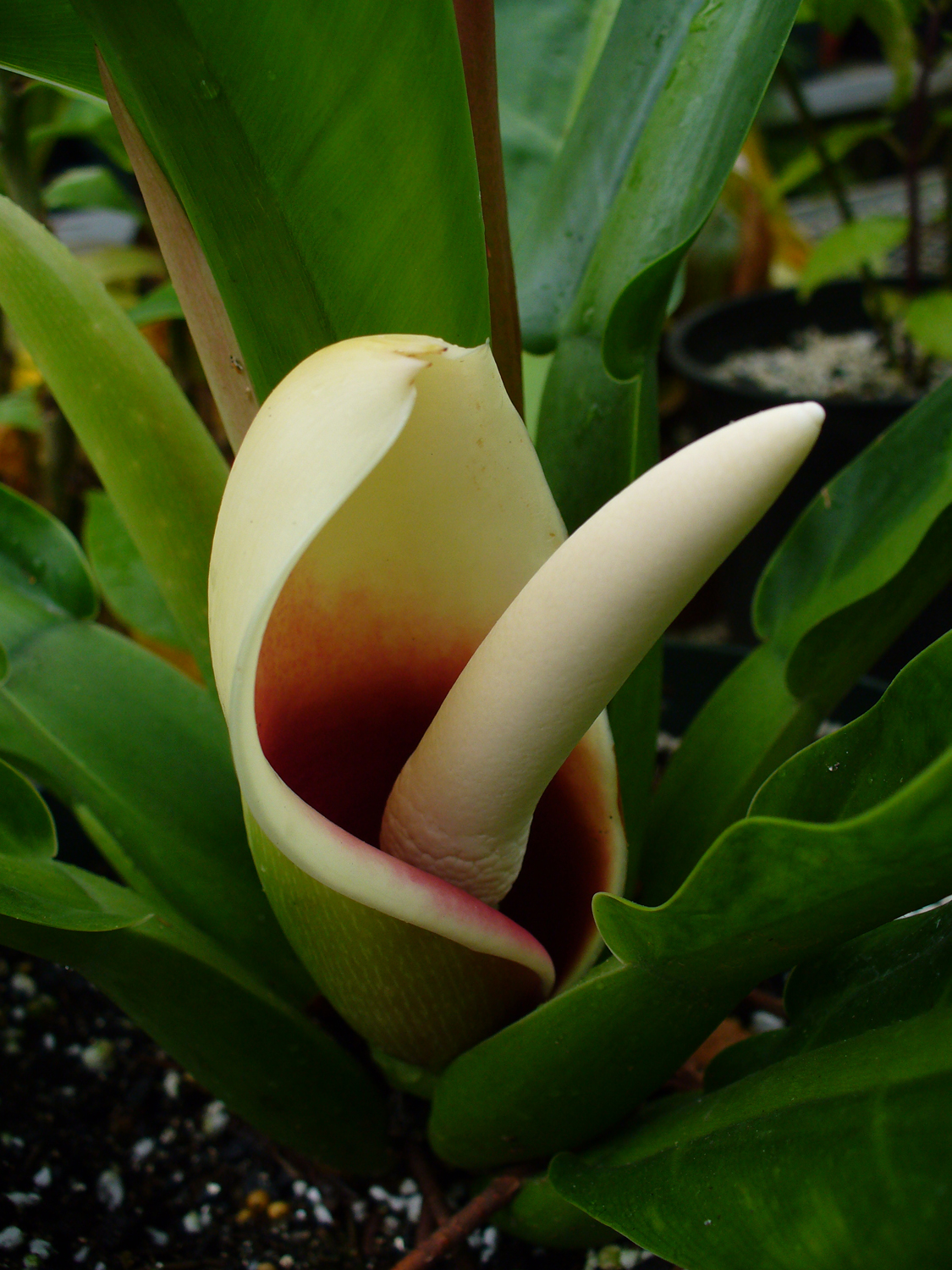
Kwiatostan Philodendron cannifolium

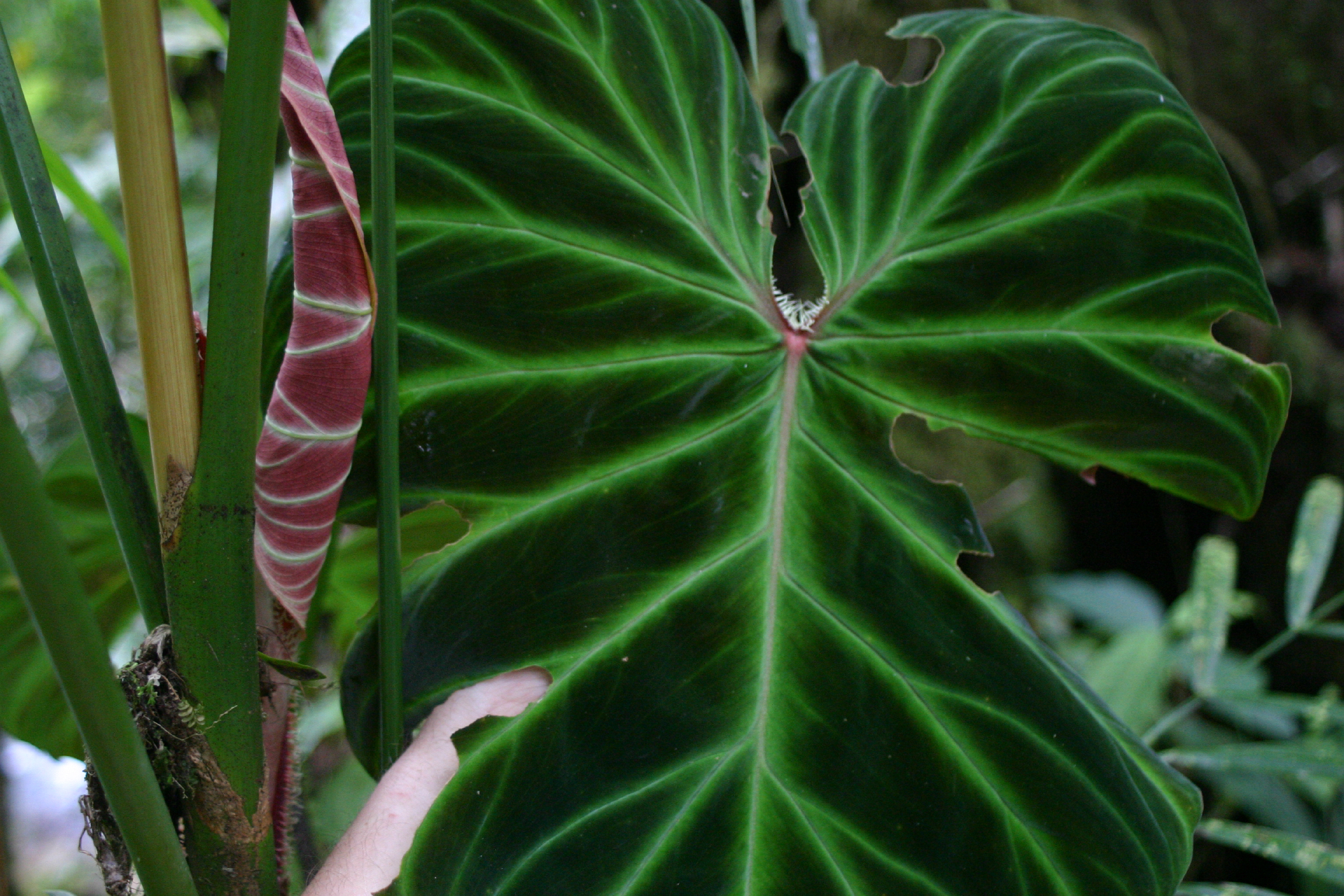
Liść Philodendron verrucosum

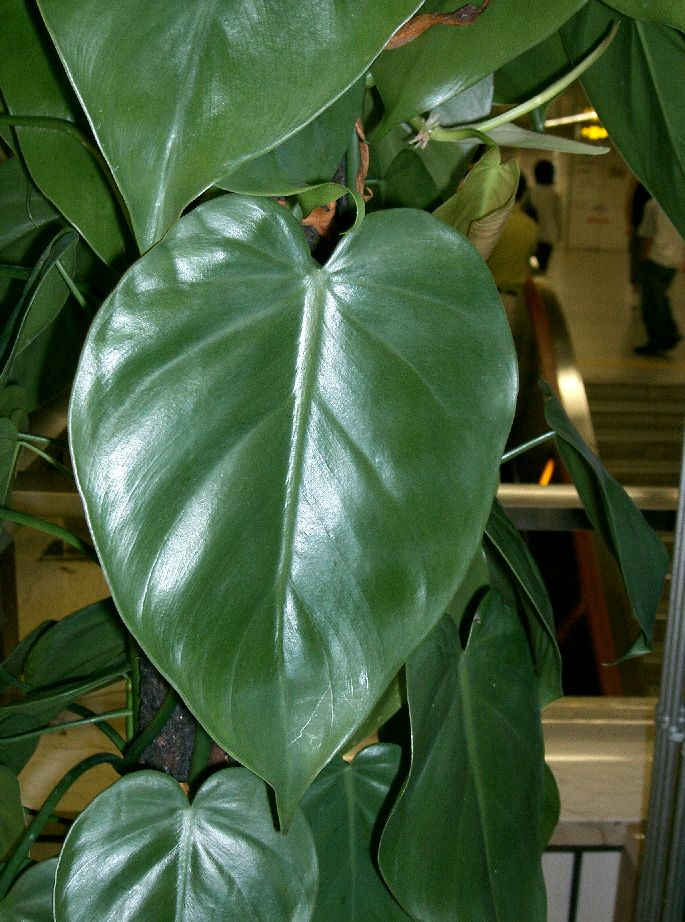
Liść Philodendron scandens

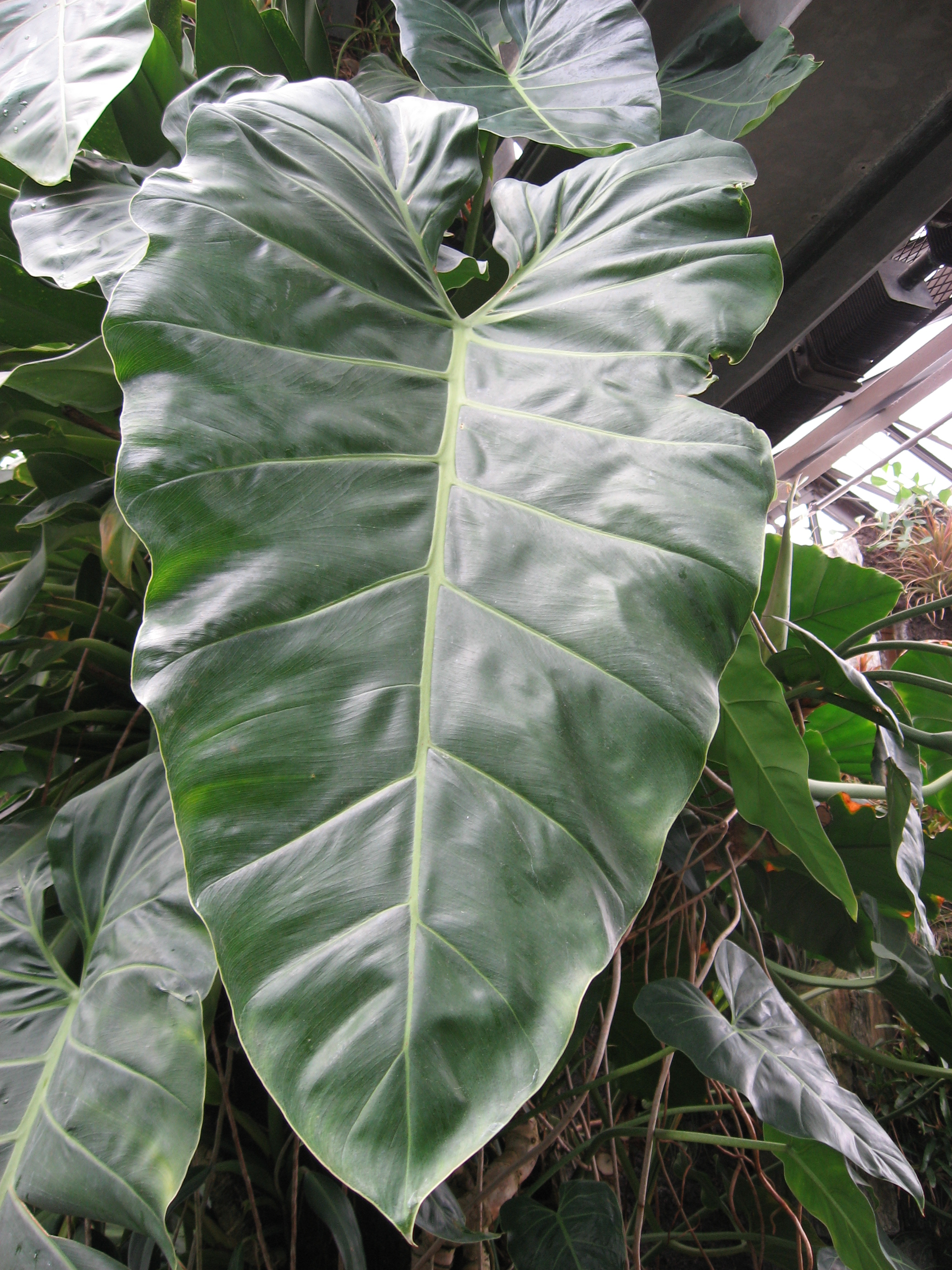
Liść Philodendron maximum

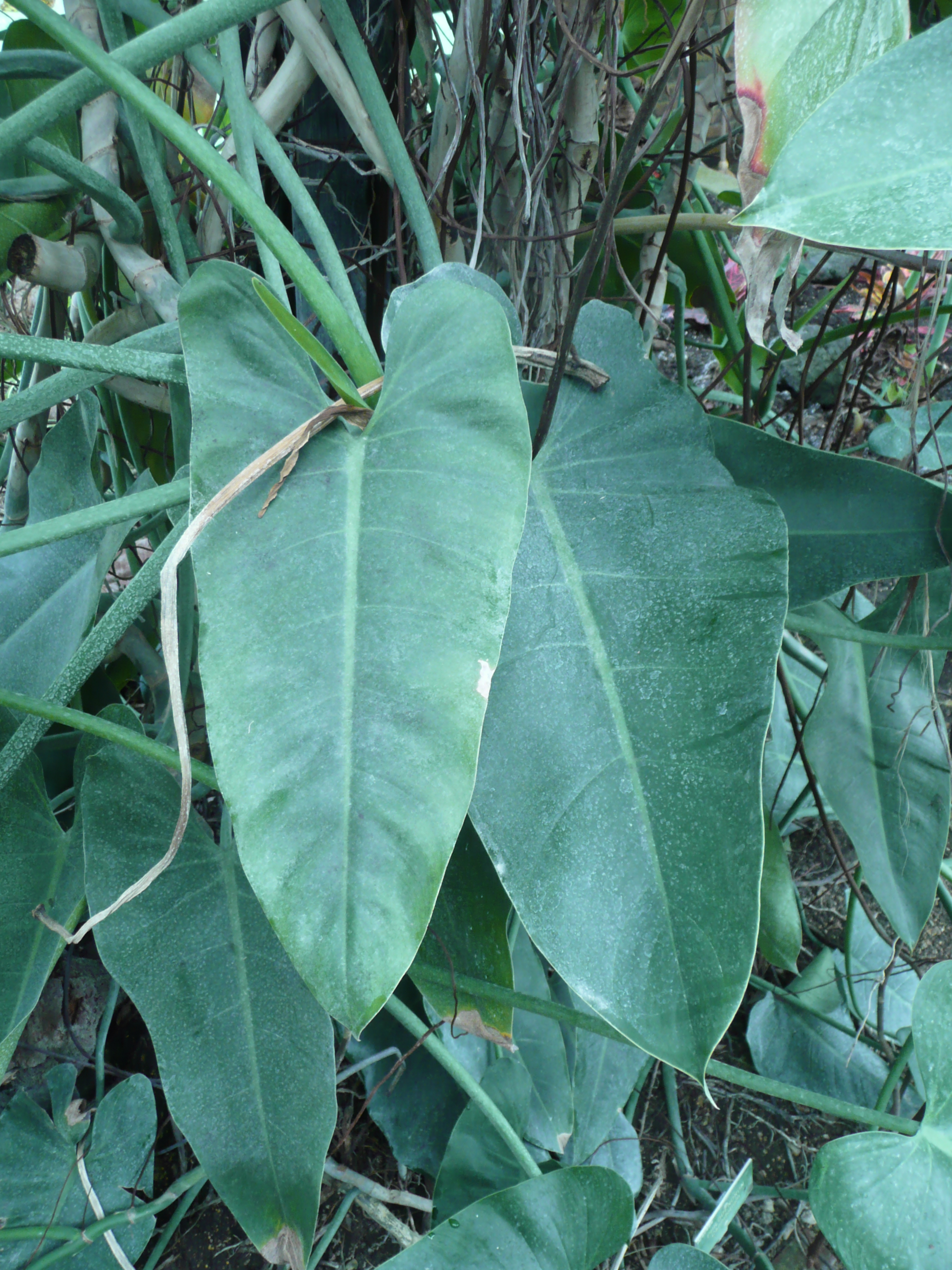
Liść Philodendron cannifolium

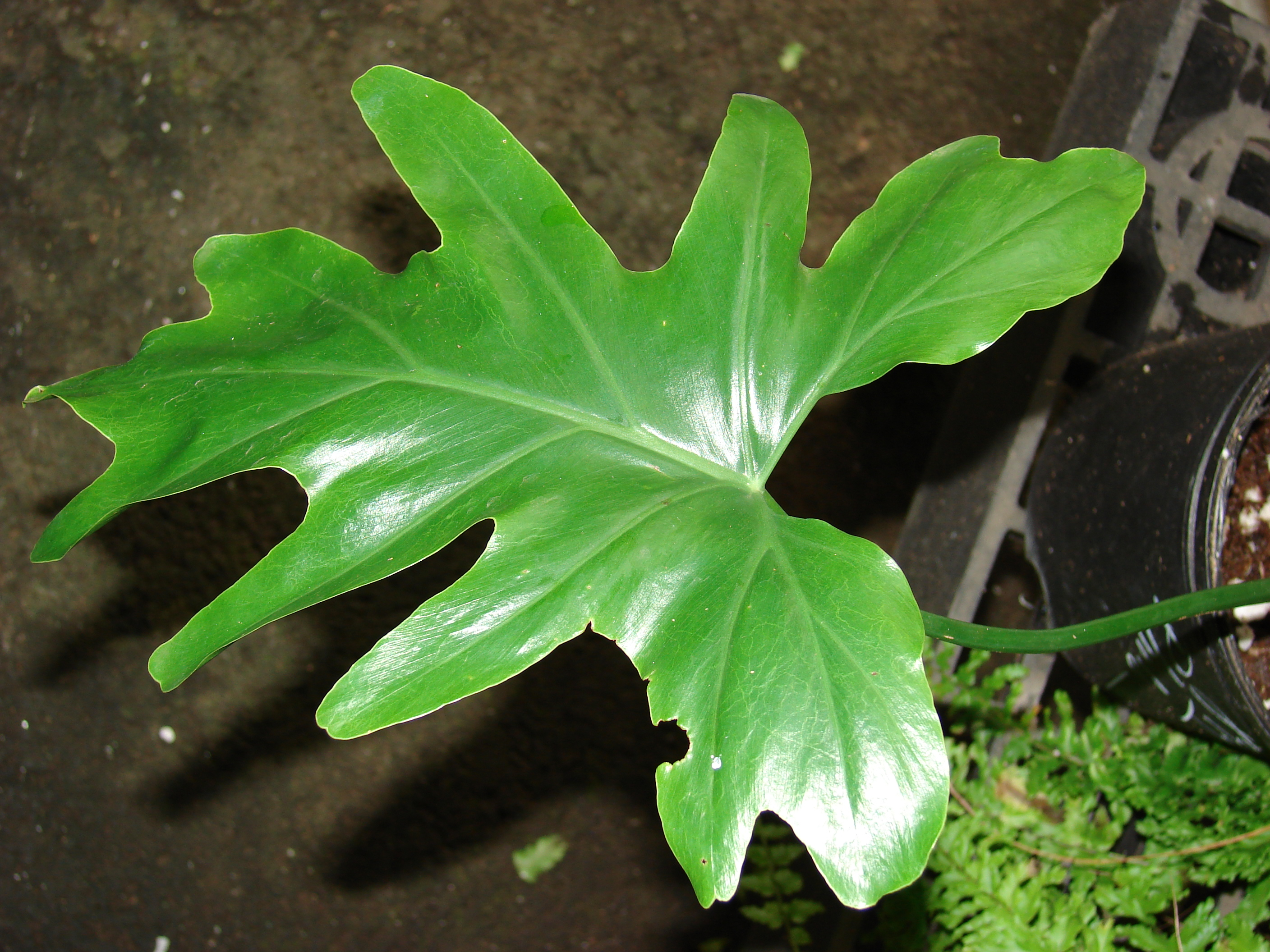
Liść Philodendron sp.

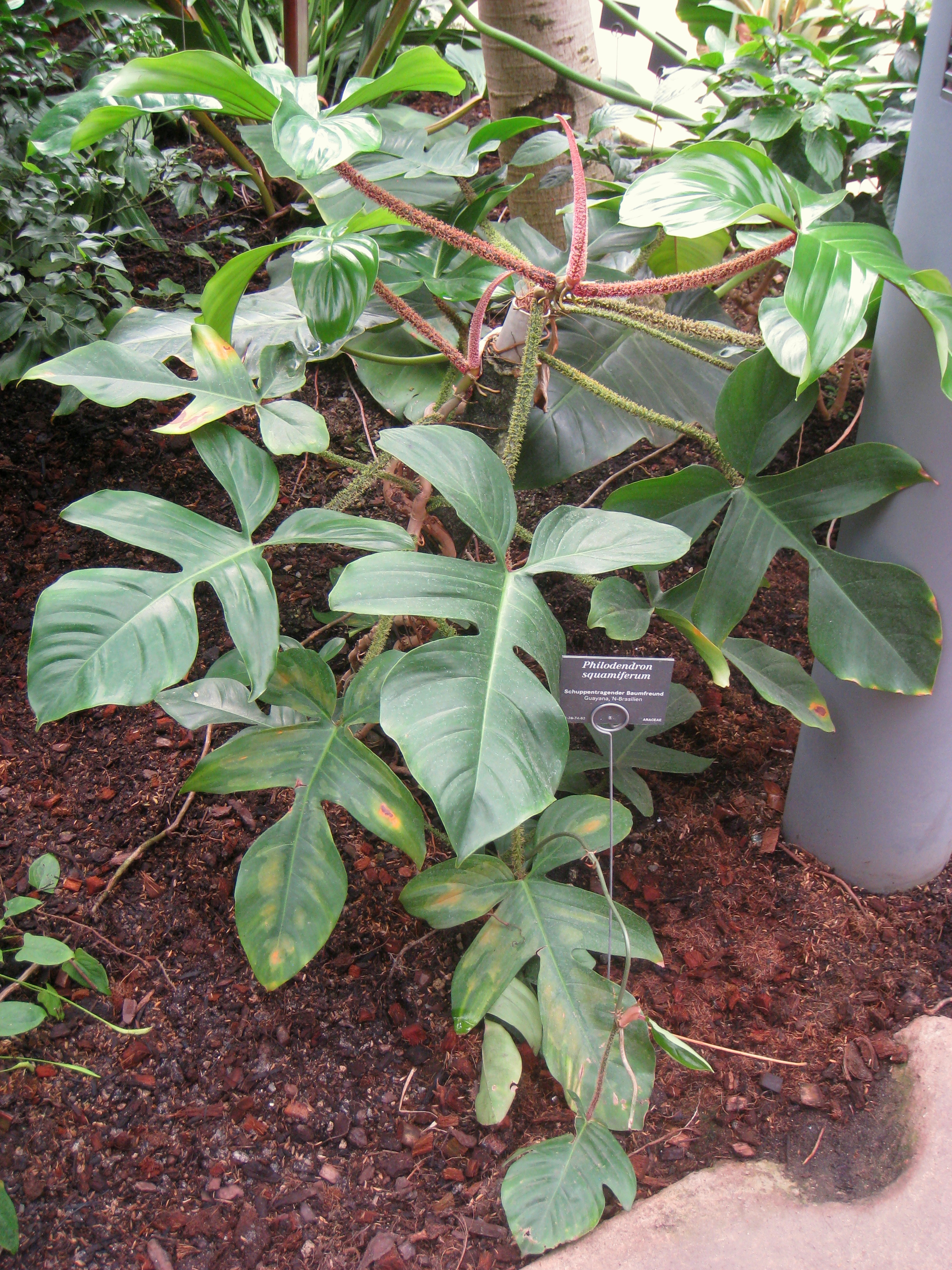
Philodendron squamiferum

Filodendron podwójniepierzasty

Filodendron (Philodendron Schott) – rodzaj roślin z rodziny obrazkowatych, obejmujący ponad 700 gatunków (w tym 465 opisanych), występujących w tropikalnej Ameryce, od Meksyku i Antyli do Paragwaju i Argentyny. Jest to drugi co do liczności, po anturium, rodzaj w rodzinie obrazkowatych.

## Morfologia
ŁodygaŁodygi naziemne, u młodych roślin z długimi międzywęźlami, skracającymi się u roślin dojrzałych (o długości od 0 do 40 cm), osiągają długość kilkunastu metrów i średnicę od 0,25 do 20 cm. U większości gatunków (podrodzaje Philodendron i Meconostigma) łodyga roślin dojrzałych składa się z krótkich, sympodialnie rozgałęziających się segmentów, na których wyrasta pojedynczy katafil i liść właściwy, a kwiatostany wyrastają z pachwiny liściowej. U przedstawicieli najliczniejszego podrodzaju Philodendron zgrubiała lub smukła łodyga rzadko jest drzewiasta, często natomiast pnąca i naga. W przypadku podrodzaju Meconostigma łodyga jest często drzewiasta, z wyraźnymi bliznami liściowymi i często jest pokryta łuskami. U przedstawicieli podrodzaju Pteromischum łodyga otoczona jest u nasady długimi pochwami wielu liści właściwych, a kwiatostan wyrasta z jej wierzchołka.
LiścieW przypadku podrodzajów Philodendron i Meconostigma liście właściwe wyrastają pojedynczo na każdym segmencie łodygi, a ogonki liściowe tworzą krótką, zwykle niepozorną pochwę, nie otaczającą łodygi i zwykle okalającą ją tylko u podstawy. Gatunki z rodzaju Pteromischum charakteryzują się tworzeniem wielu liści właściwych, o ogonkach tworzących długie pochwy, otaczające nasadę łodygi i okalającą ją co najmniej do połowy. Ogonki liściowe osiągają długość od 0,5 do 140 cm i średnice od 0,1 do 22 cm. Wszystkie gatunki tworzą katafile, o długości od 2 do 105 cm. Budowa morfologiczna liści u roślin z rodzaju filodendron jest bardzo zróżnicowana. Blaszki liściowe, w zależności od gatunku, są równowąskie do lancetowatych, jajowate, eliptyczne, sercowate, strzałkowate, oszczepowate, skrzypcowate, trójdzielne do trójsiecznych, trójlistkowe do pięciolistkowych, wachlarzowatopalczaste oraz pierzastozłożone do podwójnie pierzastozłożonych i osiągają długość od 5 do 165 cm i szerokość od 1 do 107 cm; są błyszczące, matowe lub welwetowe.
KwiatyRośliny jednopienne, tworzące od 1 do 26 kwiatostanów typu kolbiastego pseudancjum. Szypułki krótkie, o długości od 0,5 do 60 cm, są przeważnie krótsze od kwiatostanów. Pochwy kwiatostanów osiągają długość od 1 do 32 cm, dzielą się na część dolną, zwiniętą i tworzącą komorę oraz częścią górną, łódkokształtną; obie części u niektórych gatunków oddzielone są zwężeniem. Komora kwiatostanu wewnątrz jest zielona, biała do żółtawej lub czerwonawa do ciemnopurpurowo-fioletowej, a z zewnątrz zielonkawa do ciemnozielonej, biała do żółtawej, pomarańczowa, różowawa do czerwonawej lub ciemnopurpurowo-fioletowa do czekoladowo-brązowej. Górna część pochwy jest jasnozielona, biała do żółtawej, brzoskwiniowa do pomarańczowej lub różowawa do czerwonawej po obu stronach. Kolba kwiatostanu jest siedząca lub osadzona na trzonku. Położony u nasady kolby odcinek kwiatów żeńskich zwykle oddzielony jest od położonego wyżej fragmentu pokrytego kwiatami męskimi paskiem prątniczek. Rzadko prątniczki pokrywają również szczytowy odcinek kolby. Kwiaty męskie są 2-6-pręcikowe. (2-)4-8(-47)-komorowe zalążnie zawierają w każdej komorze od 1 do 50 hemianatropowych lub hemiatropowych zalążków, powstających z bazalnych lub osiowych łożysk.
OwoceJagody, po dojrzeniu białe do kremowych, zielonkawo-białe do oliwkowo-zielonych, brązowe, żółte do pomarańczowych lub czerwonawe do purpurowych. Nasiona małe do dużych, podłużno-jajowate do eliptycznych, z żeberkowaną łupiną.
KorzeniePoza podstawowym, podziemnym systemem korzeniowym, wiele gatunków filodendronów tworzy powietrzne korzenie podporowe, pojawiające się poniżej węzłów łodygi.
Gatunki podobnePrzedstawiciele rodzaju Homalomena, od których różnią się pokrojem, brakiem olejków lotnych w komórkach wydzielniczych i nieobecnością prątniczek wokół kwiatów żeńskich.

## Biologia i ekologia
RozwójWieloletnie, wiecznie zielone chamefity, nanofanerofity lub fanerofity. Filodendrony są przeważnie hemiepifitami i epifitami, a także epilitami, roślinami naziemnymi (np. P. glanduliferum, P. grandipes, P. malesevichiae) lub wodnymi (9 gatunków: P. latifolium, P. muricatum, P. bipinnatifidum, P. brasiliense, P. dardanianum, P. paludicola, P. tweedieanum, P. uliginosum, P. undulatum). Filodendrony dzieli się na kwitnące: w porze suchej i mokrej, tylko w porze mokrej, tylko w porze suchej, przez cały rok i dwa razy do roku.
SiedliskoFilodendron jest jednym z najważniejszych rodzajów roślin neotropiku, często będącym najbardziej widocznym elementem roślinności tej krainy, nie tylko ze względu na obfitość występowania, ale często także duże, efektowne liście. Rodzaj ten jest najbardziej zróżnicowany siedliskowo w całej rodzinie obrazkowatych. Filodendrony zasiedlają umiarkowanie wilgotne siedliska od lasów tropikalnych do przedgórskich lasów deszczowych i występują na wysokości od poziomu morza do 3100 m n.p.m. Większość gatunków stanowi element dziewiczej flory leśnej, niektóre spotykane są na słodkowodnych bagnach, brzegach strumieni, w lasach wtórnych, wychodniach skalnych i na brzegach dróg. Niektóre gatunki są pachycaulami, zasiedlającymi suche i otwarte przestrzenie.
Cechy fitochemiczneFilodendrony zawierają 0,7% szczawianu wapnia oraz działającą uczulająco 5-alkilo- i 5-alkenylo-rezorcynę. U ludzi, w razie długotrwałego kontaktu wywołują dermatozę, a w razie spożycia silny ból i pieczenie jamy ustnej, ślinotok, obrzęk błon śluzowych, bóle brzucha, wymioty i rzadko biegunka. Rośliny są śmiertelnie trujące dla kotów, w razie spożycia oprócz podrażnienia błon śluzowych dochodzi do zaburzenia funkcjonowania nerek.
Interakcje z innymi gatunkamiLiście filodendronów służą wielu gatunkom nietoperzy, przede wszystkim z rodziny liścionosowatych (np. Ectophylla alba, Artibeus cinereus, Vampyressa pusilla), do budowania kryjówek, chroniących je przed upałem i deszczem.
GenetykaLiczba chromosomów 2n = 28, 30, 32, 34, 36, 48.

## Systematyka
Pozycja rodzaju według Angiosperm Phylogeny Website (aktualizowany system APG IV z 2016)Należy do monotypowego plemienia Philodendreae, podrodziny Aroideae, rodziny obrazkowatych, rzędu żabieńcowców w kladzie jednoliściennych.
Podział rodzaju
Pierwszy podział rodzaju został zaproponowany w 1832 r. przez Heinricha Wilhelma Schotta, który rozpoznał w ramach rodzaju cztery nieformalne grupy: Euphilodendron, Calostigma, Meconostigma i Sphincterostigma. Po 28 latach Schott w Prodromus systematis Aroidearum zaproponował podział 135 gatunków filodendronów na 6 nienazwanych sekcji i 22 nazwane grexy. Kolejnym badaczem, który dokonał rewizji rodzaju, był Adolf Engler, który w 1899 roku opublikował w Botanische Jahrbucher für Systematik, Pflanzengeschichte und Pflanzengeographie podział rodzaju na dwa podrodzaje: Euphilodendron (podzielony dalej na 9 sekcji) i Meconostigma. W roku 1913 Kurt Krause, opisując w Das Pflanzenreich 181 gatunków filodendronów, podtrzymał podział zaproponowany przez Englera, dodając do podrodzaju Euphilodendron jedną sekcję. Opracowany na przełomie XIX i XX wieku podział rodzaju obowiązywał do czasu opublikowania przez Simona Mayo w latach 1986 i 1988 r. wyników badań filogenetycznych i analiz fenetycznych, które wykazały istnienie trzech odrębnych podrodzajów, różniących się przede wszystkim morfologią i anatomią kwiatów: Meconostigma (najbardziej prymitywny), Pteromischum i jego klad siostrzany Philodendron (najbardziej zaawansowany). Klucz do oznaczania podrodzajów, zaproponowany przez Mayo w 1991 r.:
1. Łodyga dojrzałych, kwitnących roślin z szeregiem wielu liści, zakończona pojedynczym lub rzadziej kilkoma kwiatostanami; ogonki liściowe z długimi pochwami, otaczającymi nasadę łodygi, okalającymi ją co najmniej do połowy u roślin dorosłych; do 5 liści powstaje na łodydze pomiędzy kolejnymi kwiatostanami – podrodzaj Pteromischum
1. Łodyga dojrzałych, kwitnących roślin składa się z szeregu krótkich, sympodialnych segmentów, każdy z pojedynczym katafilem, liściem właściwym i kwiatostanem (od 1 do 10), powstającym w pachwinie liścia; ogonki liściowe roślin dorosłych z krótką, zwykle niepozorną pochwą, nie otaczającą łodygi i zwykle okalającą ją tylko u podstawy (lub całkowicie, w przypadku roślin młodocianych); kwiatostany wyrastają razem z każdym nowym liściem.
2. Łodyga zwykle drzewiasta, z wyraźnymi bliznami liściowymi i często z łuskami między ogonkami liściowymi, utrzymującymi się wokół przynajmniej górnego brzegu blizny; kwiaty męskie wyraźnie wydłużone, do dziesięciu razy dłuższe niż szersze; odcinek prątniczek oddzielający na kolbie strefę kwiatów obu płci równy lub dłuższy odcinkom z kwiatami płodnymi – podrodzaj Meconostigma
2. Łodyga rzadko drzewiasta, często pnąca, gruba lub smukła, bez łusek między ogonkami liściowymi; kwiaty męskie tylko dwu- do trzykrotnie dłuższe niż szersze; odcinek prątniczek oddzielający na kolbie strefę kwiatów obu płci dużo krótszy od odcinków z kwiatami płodnymi – podrodzaj Philodendron
Podział ten jest nadal aktualny i był utrzymywany przy późniejszych rewizjach poszczególnych podrodzajów (Mayo 1991, Grayum 1996, Croat 1997). Filogenetyka molekularna rodzaju, opublikowana w roku 2008, potwierdziła monofiletyczność podrodzajów zaproponowanych przez Mayo oraz prawidłowość ich dalszego podziału.
Wybrane gatunki
- podrodzaj Pteromischum[4][19][20]:
  - Philodendron croatii
  - Philodendron guianense
  - Philodendron placidum
  - Philodendron seguine
  - Philodendron surinamense – filodendron surinamski
- podrodzaj Meconostigma[4][21]:
  - Philodendron bipinnatifidum – filodendron podwójniepierzasty
  - Philodendron dardanianum
  - Philodendron goeldii
  - Philodendron leal-costae
  - Philodendron xanadu
- podrodzaj Philodendron[5][4][22]
  - Philodendron elegans – filodendron wytworny
  - Philodendron erubescens – filodendron czerwieniejący
  - Philodendron pedatum – filodendron postrzępiony
  - Philodendron sagittifolium – filodendron strzałkolistny
  - Philodendron verrucosum – filodendron brodawkowaty

Jeden z gatunków filodendronów z podrodzaju Philodendron, Philodendron warszewiczii, został nazwany na cześć polskiego botanika, podróżnika i ogrodnika, Józefa Warszewicza.

## Nazewnictwo
Toponimia nazwy naukowejNazwa naukowa rodzaju pochodzi od greckich słów φιλεί (philei – kocha) i δένδρον (dendron – drzewo) i odnosi się do formy życiowej większości gatunków filodendronów.
Synonimy
- Calostigma Schott
- Meconostigma Schott
- Sphincterostigma Schott
- Arosma Raf.
- Telipodus Raf.
- Thaumatophyllum Schott
- Elopium Schott
- Baursea (Rchb.) Hoffmanns. ex Kuntze

## Zagrożenie i ochrona
14 gatunków filodendronów znajduje się w Czerwonej księdze gatunków zagrożonych.
| Gatunek                     | Status                          |
| --------------------------- | ------------------------------- |
| Philodendron balaoanum      | (CR) krytycznie zagrożony       |
| Philodendron chimboanum     | (DD) niedostatecznie rozpoznany |
| Philodendron cruentospathum | (CR) krytycznie zagrożony       |
| Philodendron gualeanum      | (DD) niedostatecznie rozpoznany |
| Philodendron hooveri        | (VU) narażony                   |
| Philodendron musifolium     | (VU) narażony                   |
| Philodendron nanegalense    | (CR) krytycznie zagrożony       |
| Philodendron pachycaule     | (DD) niedostatecznie rozpoznany |
| Philodendron pogonocaule    | (CR) krytycznie zagrożony       |
| Philodendron quitense       | (EN) zagrożony                  |
| Philodendron riparium       | (VU) narażony                   |
| Philodendron rugosum        | (NT) bliski zagrożenia          |
| Philodendron validinervium  | (DD) niedostatecznie rozpoznany |
| Philodendron ventricosum    | (EN) zagrożony                  |

## Zastosowanie
Rośliny leczniczeAmazoński lud Taiwano używał liści P. cuneatum do przygotowania maści na choroby skóry. Sok z rośliny P. megalophyllum był używany zewnętrznie na użądlenia owadów i ukąszenia przez węże. Sok z P. goeldii i P. solimoesense był używany zewnętrznie do pozbywania się pasożytów skórnych.
Rośliny ozdobneFilodendrony są na całym świecie popularnymi roślinami pokojowymi, a w krajach o klimacie międzyzwrotnikowym, również ogrodowymi. Najważniejszymi gatunkami spotykanymi w uprawie są Philodendron bipennifolium, filodendron podwójniepierzasty, P. cordatum, filodendron czerwieniejący, P. goeldii, P. gloriosum, P. hastatum, P. hederaceum, Philodendron lacerum, Philodendron mamei, P. pedatum, P. scandens, P. speciosum i P. wendlandii oraz kultywary 'Autumn', 'Emerald Queen', 'Emerald King', 'Golden Erubescens', 'Multicolor', 'Red Emerald' i 'Xanadu'.
Inne zastosowaniaW Amazonii korzenie powietrzne gatunków P. cuneatum i P. megalophyllum są używane jako liny, a gatunku P. solimoesense wykorzystywane do produkcji koszy, toreb i mebli.

## Uprawa
WymaganiaWymagają wysokiej wilgotności powietrza, najlepiej rosną w warunkach szklarniowych, na stanowisku osłoniętym i zacienionym, w temperaturze od 20 do 25 °C. Tolerują warunki panujące w mieszkaniach, gdzie najlepiej rosną w pomieszczeniach z oknami wychodzącymi na wschód lub zachód, choć tolerują też pomieszczenia położone po stronie północnej. Rośliny są bardzo wrażliwe na bezpośrednie nasłonecznienie, ich liście ulegają szybkiemu poparzeniu, odkształcają się i matowieją. Podłoże powinno być przepuszczalne i próchnicze, najlepsza jest mieszanka kompostu, torfu i piasku (ew. perlitu lub styropianu).
PielęgnacjaRośliny należy regularnie i obficie zraszać, podlewać oraz nawozić od wiosny do jesieni. Zimą należy zaniechać dodatkowego zasilania oraz ograniczyć podlewanie, ale nie dopuszczać do wyschnięcia podłoża, ponieważ jej liście zaczną obumierać. Każdego roku, na wiosnę, roślinę należy przesadzić do nowego podłoża.
RozmnażanieZ sadzonek, które ukorzeniają się nawet w wodzie, najlepiej od końca lutego do końca marca. Pęd z korzeniami przybyszowymi należy pociąć na odcinki z jednym liściem, około 5 cm pod i 1 cm nad liściem. Sadzonki należy posadzić w podłożu z piasku i torfu. Po kilku tygodniach, kiedy sadzonki ukorzenią się u nasady liścia, należy je przesadzić w żyźniejsze podłoże. Po pół roku rośliny osiągną około 30 cm wysokości. Dla lepszego rozgałęzienia roślin pędy można należy przygiąć do dołu i obciąć ich wierzchołki.
Choroby i szkodnikiPlamistość liści, objawiająca się pojawianiem na brzegach blaszek liściowych przezroczystych plam, z czasem zmieniających kolor na czerwonawo-brązowy z żółtą obwódką. Choroba wywoływana jest przez bakterię Xanthomonas campestris i sprzyja jej nadmierne zbyt obfite podlewanie. Zarażone liście należy usuwać na bieżąco. Mokra zgnilizna bakteryjna, wywoływana przez bakterię Pectobacterium carotovorum subsp. carotovorum i Pectobacterium chrynsanthemi, objawiająca się występowaniem małych, bardzo ciemnozielonych plamek na liściach, szybko rozszerzających się na ogonki liściowe. Zarażone liście szybko gniją, wydzielając brzydki zapach. Chorobie sprzyja nadmierne podlewanie i zmaczanie części naziemnych roślin. Zarażone liście należy szybko usuwać.
Błędy w uprawieFilodendrony są wrażliwe na niedobór magnezu, objawiający się występowaniem V-kształtnych, żółtych plam na liściach. W razie wystąpienia objawów, do wody służącej do podlewania należy dodać siarczan magnezu w ilości 1 łyżeczki na 3,5 litra. W przypadku narażenia rośliny na spadek temperatury do około 10 °C, na liściach pojawiają się brązowe plamy między użyłkowaniem blaszki liściowej. W przypadku przenawożenia filodendrona, końcówki skręcają się w dół, brzegi blaszki liściowej brązowieją, a korzenie obumierają. W przypadku wystąpienia objawów, roślinę należy przesadzić.